# Institut de Ciències del Cosmos de la Universitat de Barcelona
L'Institut de Ciències del Cosmos de la Universitat de Barcelona (ICCUB) és un centre interdisciplinari de recerca de la Universitat de Barcelona amb seu a la Facultat de Física d'aquesta institució, creat l'any 2006. La seva recerca se centra fonamentalment en camps com la cosmologia, l'astrofísica i la física de partícules. L'any 2015 va rebre el reconeixement de Centre d'Excel·lència Maria de Maeztu per part del Govern espanyol.
El 2017 l'ICCUB va crear una unitat tecnològica "ICCUB-Tech", centrada en el desenvolupament d'instrumentació i sistemes de tractament de dades massius (big data), tant per a projectes científics i tecnològics com per a empreses.